# Nayantara Sahgal

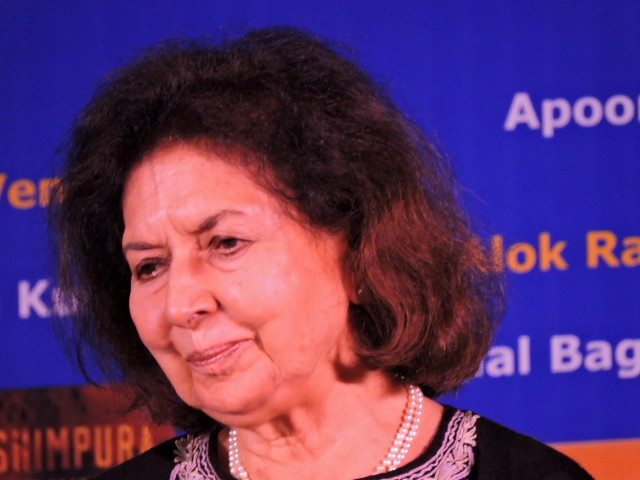
Nayantara Sahagal,novembre 2016

Nayantara Sahgal, née le 10 mai 1927 est une écrivaine indienne de langue anglaise. C'est par ailleurs la nièce du premier ministre indien Nehru et la fille de la diplomate Vijaya Lakshmi Pandit.

## Biographie
Son père Ranjit Sitaram Pandit est un avocat et un spécialiste des textes classiques de l'hindouisme, qui a traduit une chronique classique de Kalhana, Rajatarangini, en anglais à partir du sanscrit. Arrêté pour son soutien au mouvement pour l'indépendance de l'Inde, il est mort à Lucknow, en 1944, peu de temps après sa sortie de prison, laissant derrière lui sa femme et leurs trois filles Chandralekha Mehta, Nayantara Sehgal et Rita Dar. La mère de Sahgal, Vijaya Lakshmi Pandit, est une fille de Motilal Nehru, et la sœur de Jawaharlal Nehru (premier ministre de l'Inde après l'indépendance). Cette mère est également une femme politique au rôle déterminant, notamment comme diplomate. 

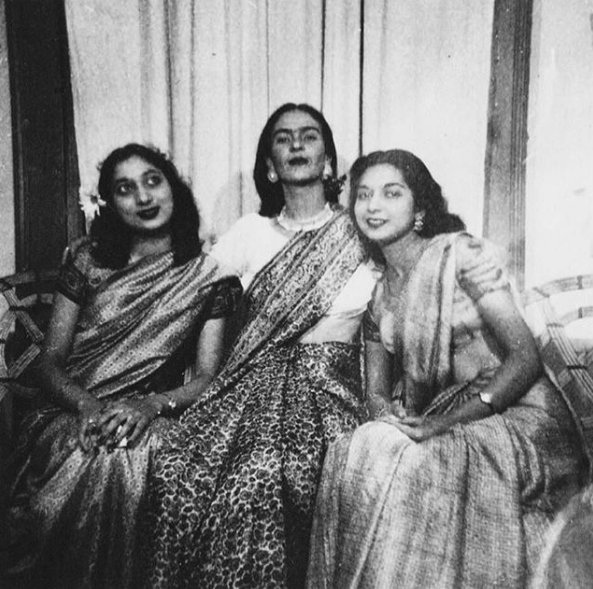
Nayantara Sahgal avec Frida Kahlo et Rita Dar en 1947.

Nayantara Sahgal est encore enfant puis adolescente lorsque sa famille se retrouve au cœur de la lutte pour l'indépendance de son pays. La maison familiale, à Allahabad, est alors ouverte à tous, et est un lieu d'échanges, avec cette ferveur populaire des visiteurs qui caractérise la révolution indienne. Pour autant, elle effectue des études, dans des lieux volontairement éloignés d'Allahabad, notamment à l'école Woodstock, dans la station de montagne de Landour, au sein de l'Himalaya. En pleine Seconde Guerre mondiale, elle est envoyée poursuivre ces études aux États-Unis, avec sa sœur Rita. Elles y reçoivent un accueil attentionné et souvent touchant et sont invitées par plusieurs personnalités américaines, notamment Pearl Buck, et Edith Roosevelt (l'épouse du président).
Nayantara Sahgal se marie à deux reprises, tout d'abord avec Gautam Sehgal, puis avec Mangat Rai, un chrétien du Pendjab. Rai est mort en 2003 à Dehradun, où ils ont vécu ensemble. Elle s'affirme comme un écrivain indien en langue anglaise majeur, et reconnu comme tel par ses pairs. Bien que membre de la famille Nehru, une famille fortement présente dans la politique en Inde, au fil des générations successives, Nayantara Sahgal reste très indépendante. Elle critique même sa cousine Indira Gandhi, sur son autoritarisme croissant et l'instauration de l'état d'urgence lorsque celle-ci est au pouvoir, dans les années 1960 et 1970. Quels que soient les gouvernements, elle tient à conserver sa liberté de parole et à s'exprimer sur la place publique, au-delà de sa vocation purement littéraire. En octobre 2015, elle retourne ainsi une récompense honorifique décernée par l'Académie nationale des Lettres, l'Akademi Award Sahitya, pour protester contre la « montée de l'intolérance » et pour « le droit à la dissidence » dans le pays, après les meurtres successifs d'un penseur rationaliste, Govind Pansare, d'un homme politique communiste, Narendra Dabholkar, et d'un universitaire, Malleshappa Madivalappa Kalburgi, par des fanatiques religieux, puis le lynchage d'une famille musulmane, à côté de Dadri, dans l'État de l'Uttar Pradesh, par des extrémistes,,.

## Publications
- Prison and Chocolate Cake, 1954, mémoires.
- From Fear Set Free, 1954, mémoires.
- A Time to Be Happy, 1963, roman.
- This Time of Morning, 1965, roman.
- Storm in Chandigarh, 1969, roman[10].
- The Freedom Movement in India, 1970, essai.
- Sunlight Surrounds You, 1970, roman, avec ses deux sœurs Chandralekha Mehta and Rita Dar (hommage des trois filles à leur mère)
- A Voice for Freedom, 1977, essai.
- Indira Gandhi's Emergence and Style, 1978, essai.
- Indira Gandhi: Her Road to Power, 1982.
- Plans for Departure, 1985, roman.
- Rich Like Us, 1985, roman[11].
- Mistaken Identity, 1988, roman.
- A Situation in New Delhi, 1989, roman.
- Lesser Breeds, 2003.
- Relationship, 1994, échanges épistolaires entre Nayantara Sahagal et E.N. Mangat Rai;1994)[12]
- Before Freedom: Nehru's Letters to His Sister 1909-1947 (édite sous la direction de Nayantara Sahgal)

## Publications en français
- Orientales d'aujourd'hui, 1957[4].